# Le Courrier des Amériques
Pour les articles homonymes, voir Floride (homonymie).
Le Courrier des Amériques est un journal francophone aux États-Unis. Il a été créé par Gwendal Gauthier,,, le 1er juillet 2013, d'abord sous le nom de « Le Courrier de Floride », puis renommé Le Courrier des Amériques en juin 2020 (le journal avait cessé d’être imprimé durant quelques mois en raison de la crise de la COVID-19), mais il s’agit toujours de la même chose et de la même société éditrice.
Il s’agit du mensuel gratuit d'information des francophones résidant en Floride, et qui y forment une communauté importante, renforcée durant les six mois d'hiver par les « Floribécois » venus du Québec passer six mois au soleil. Le français est la troisième langue la plus parlée en Floride, notamment en raison d'une forte implantation haïtienne, et d'une communauté française et québécoise grandissante. En 2003 la Floride est même devenue la 2e région où le français est le plus parlé en Amérique du Nord, derrière le Québec et devant l'Ontario. 36 % des locuteurs créoles de tous les États-Unis vivent en Floride et 4 % de tous les francophones des États-Unis vivaient en 2007 dans la seule ville de Miami.
Le Courrier des Amériques, est un journal publié en version imprimée et sur internet depuis le 1er juillet 2013 et qui est disponible dans la plupart des commerces et établissements francophones de Floride. Il propose un contenu généraliste : politique, économie, culture, faits divers, mais surtout un accès à la connaissance de la vie américaine, et il constitue un lien entre les francophones de Floride. On trouve notamment dans ses pages des interviews du consul de France, de l'ambassadeur de France, de la consule du Canada.
Depuis 2023, il s’agit aussi du seul site d’information gratuit pour les francophones aux États-Unis.